# Constance Money
Constance Money foi uma atriz de filmes pornográficos hardcore durante a década de 1970 e 1980. Ela desempenhou o papel de "Misty Beethoven" no clássico adulto de 1976, The Opening of Misty Beethoven, e também atuou nos filmes de 1977, Barbara Broadcast, Mary! Mary! e Obsessed, bem como o filme Maraschino Cherry, de 1978. Um de seus últimos filmes foi o autointitulado parcial A Taste of Money, no qual uma das cenas ela faz sexo durante o voo no balão de ar quente. Foi introduzida na  AVN Hall of Fame, em 1998. Foi introduzida na XRCO Hall of Fame, como pioneira do cinema em 2016.